# 馬驄
馬驄（1430年—？），字德良，直隸河間府景州故城縣人，明朝政治人物。進士出身。

## 生平
順天府鄉試第一百三十名。天順八年（1464年）甲申科會試第三十五名，殿試登進士第三甲第七十名。成化十四年（1478年）湖州府知府，二十年去任。

## 家族
曾祖馬從周，曾任驛丞。祖父馬顯。父亲馬儀。